# Franz Kosch
Franz Kosch, né le 19 novembre 1894 à Steyr et mort le 28 novembre 1985 à Vienne, est un  théologien, prêtre, professeur de musique, musicologue et compositeur  autrichien. Il fut  maître de chapelle, enseignant de  musique sacrée,  spécialiste de chant grégorien et l'un des collaborateurs les plus importants de l'abbaye Saint-Pierre en Autriche.

## Biographie
Franz Kosch nait le 19 novembre 1894 à Steyr.
Il reçoit une formation de bonne qualité, en particulier chant liturgique et grégorien, à la cathédrale Saint-Étienne de Vienne, en tant qu'enfant de chœur de 1905 à 1909. Le jeune Franz étudie la théologie, entre 1914 et 1918, à l'université de Vienne où il décide de devenir prêtre , il sera ordonné quelque temps après.
À peine avait-il terminé ses études, que sa priorité fut donnée à la musique liturgique. À partir de 1919, il travaille au petit séminaire de Hollabrunn en tant qu'enseignant de  musique sacrée. Il y reste jusqu'en 1927.
Il  étudie également la musicologie de 1921-1924 avec Guido Adler et le chant grégorien  de 1924 à 1931 avec dom Joseph Gajard. 
En faveur du chant grégorien, il visitait fréquemment l'atelier de  Paléographie musicale à  l'abbaye Saint-Pierre de Solesmes. Lorsque Dom André Mocquereau, son ancien directeur, décède en 1930, il n'hésite pas à rédiger un  article nécrologique pour une revue de Leipzig. Son successeur, Dom Joseph Gajard, gardera également un lien étroit avec Dr Kosch. Ce dernier devint donc professeur de chant grégorien au conservatoire du diocèse de Vienne.   
En 1953, il succède à Josef Julius Böhm, le premier directeur artistique de la Schola de la Cour Impériale de Vienne, créée l'année précédente. En tant que spécialiste de chant grégorien, Dr Kosch encourage la qualité de son exécution, jusqu'en 1956. Grâce à lui, la schola respecte désormais l'interprétation scientifique et artistique, issue de Solesmes. En 1932, il est l'un des co-auteurs de l'ouvrage Gregorianischer Choral nach der Schule von Solesmes (Chant grégorien selon l'école de Solesmes). 
Pour le deuxième Congrès international de musique sacrée (Consociatio internationalis Musicæ Sacræ), inauguré en 1950 à Rome par l'Institut pontifical de musique sacrée, et tenu à Vienne, du 4 au 10 octobre 1954, il fut chargé de sa présidence. Il invite Dom Joseph Gajard de Solesmes comme orateur. 
Kosch a contribué à améliorer la connaissance du chant grégorien en Autriche,.
Sa dernière fonction importante à l'université de Vienne, entre 1958 et 1964 fut d'enseigner la théologie. 
Il laisse des motets, chansons et arrangements vocaux.

## Distinction
- 1972 : Médaille d'honneur d'or de la ville de Vienne[7]